# Alkkulasaari
Alkkulasaari is een zandplaat in de Muonio, die de grens vormt tussen Zweden en Finland. De zandplaat hoort bij Zweden. Er is geen oeververbinding en de zandplaat is onbebouwd. Het eiland heeft een oppervlakte van ongeveer zes hectare. Het ligt naast een aantal andere zandplaten waaronder Kenttäsaari ter hoogte van Kätkesuando.
Kenttäsaari nabij Maunu · Alasaari nabij Karesuando · Kivisaari · Lintiputaansaari · Ungelosaari · Alasaari nabij Palojoensuu · Järämänsaari · Hirvassaari · Niittysaari · Koivusaari (Zweeds) · Palsarinsaari · Kenttäsaari ·  Alkkulasaari · Koivusaari (Fins) · Viiksinsaari · Rukomasaari · Ojasensaari · Luhtasaari · Laurukainen · Naapankisaari · Kihlangisaari · Iso Aareansaari · Vekarasaari · Kolarinsaari · Kokko · Väylänsaari · Pyysaari · Alanen · Lompolonsaari